# Aeschynomene gracilis
Aeschynomene gracilis är en ärtväxtart som beskrevs av Julius Rudolph Theodor Vogel. Aeschynomene gracilis ingår i släktet Aeschynomene och familjen ärtväxter. IUCN kategoriserar arten globalt som livskraftig. Inga underarter finns listade i Catalogue of Life.